# Creysse, Dordogne
Creysse (trong tiếng Occitan Creissa) là một xã của Pháp, nằm ở tỉnh Dordogne trong vùng Aquitaine của Pháp.

## Hành chính
| Danh sách các xã trưởng                |                  |                   |      |         |
| Giai đoạn                              | Giai đoạn        | Tên               | Đảng | Tư cách |
| 2001                                   | tháng 3 năm 2008 | Jean Iragne       | PCF  | -       |
| tháng 3 năm 2008                       | đương nhiệm      | Frédéric Delmarès | PS   | -       |
| Tất cả các dữ liệu trước đây không rõ. |                  |                   |      |         |

## Thông tin nhân khẩu
| Năm    | 1962  | 1968  | 1975  | 1982  | 1990  | 1999  | 2005  |
| ------ | ----- | ----- | ----- | ----- | ----- | ----- | ----- |
| Dân số | 2 147 | 2 171 | 1 797 | 1 897 | 2 336 | 2 260 | 1 881 |